# Paul Loercher

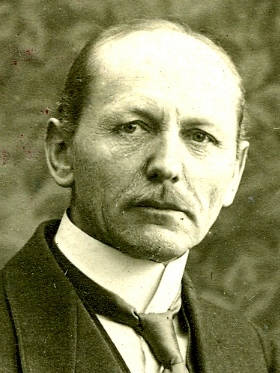
Paul Loercher (ca. 1924)

Paul Loercher (* 16. November 1872 in Calw; † 27. Dezember 1969) war ein deutscher Bauingenieur.

## Werdegang
Loercher besuchte das Friedrichsgymnasium in Stuttgart. Nach der Reifeprüfung 1890 studierte er ab 1891 Bauingenieurwesen an der Technischen Hochschule Stuttgart. Während seines Studiums wurde er 1892 Mitglied der Stuttgarter Sängerschaft Schwaben. 1895 legte er die 1. Staatsprüfung ab. Es folgte ein halbjähriger Auslandsaufenthalt, der ihn nach London, Belgien und Frankreich führte. Von 1895 bis 1899 absolvierte er eine praktische Ausbildung in der Eisenbahnbausektion Heilbronn der württembergischen Eisenbahnverwaltung. Im Frühjahr 1899 legte er die 2. Staatsdienstprüfung ab und fand anschließend Verwendung als Regierungsbaumeister bei der Eisenbahnbausektion Friedrichshafen.

Aktie der Stuttgarter Straßenbahnen vom August 1929 mit Unterschrift vom Direktor Paul Loercher

Am 1. Oktober 1899 wechselte er als Vorstand des technischen Büros zu den Stuttgarter Straßenbahnen. 1903 wurde er stellvertretender Direktor des Unternehmens und 1907 Direktor.

## Ehrungen
- 1952: Verdienstkreuz (Steckkreuz) der Bundesrepublik Deutschland
- Ehrendoktor